# Międzynarodowy Puchar Piłkarski (1964/1965)
Międzynarodowy Puchar Piłkarski 1964/1965 zwany także Pucharem Karla Rappana był 4. edycją piłkarskiego turnieju. Turniej zorganizowano z udziałem 44 drużyn. Zespoły zostały podzielone na jedenaście grup po cztery zespoły każda. Jedenastu zwycięzców grup awansowało do rundy pucharowej. Zwycięzcą turnieju została Polonia Bytom.

## Grupa A1
| Lp. | Drużyna       | M | Z | R | P | B+ | B- | +/– | Pkt |                  |     | HER | FEY | LAU | LIE |
| --- | ------------- | - | - | - | - | -- | -- | --- | --- | ---------------- | --- | --- | --- | --- | --- |
| 1   | Hertha Berlin | 6 | 2 | 3 | 1 | 12 | 12 | 0   | 7   | awans do I rundy |     | —   | 1–0 | 4–4 | 2–1 |
| 2   | SC Feijenoord | 6 | 2 | 2 | 2 | 9  | 7  | +2  | 6   |                  |     | 1–1 | —   | 0–2 | 2–0 |
| 3   | Lausanne      | 6 | 1 | 4 | 1 | 14 | 14 | 0   | 6   |                  | 3–3 | 3–3 | —   | 1–1 |     |
| 4   | RSC Liégeois  | 6 | 2 | 1 | 3 | 8  | 10 | −2  | 5   |                  | 3–1 | 0–3 | 3–1 | —   |     |

## Grupa A2
| Lp. | Drużyna                      | M | Z | R | P | B+ | B- | +/– | Pkt |                  |     | DWS | LCH | BRU | BER |
| --- | ---------------------------- | - | - | - | - | -- | -- | --- | --- | ---------------- | --- | --- | --- | --- | --- |
| 1   | DWS                          | 6 | 4 | 0 | 2 | 14 | 6  | +8  | 8   | awans do I rundy |     | —   | 1–2 | 4–0 | 5–0 |
| 2   | FC La Chaux-de-Fonds         | 6 | 3 | 1 | 2 | 9  | 10 | −1  | 7   |                  |     | 0–1 | —   | 2–1 | 3–1 |
| 3   | Braunschweiger TSV Eintracht | 6 | 3 | 1 | 2 | 9  | 10 | −1  | 7   |                  | 2–0 | 1–1 | —   | 2–1 |     |
| 4   | Beringen                     | 6 | 1 | 0 | 5 | 11 | 17 | −6  | 2   |                  | 2–3 | 5–1 | 2–3 | —   |     |

## Grupa A3
| Lp. | Drużyna            | M | Z | R | P | B+ | B- | +/– | Pkt |                  |     | KAI | ENS | BEE | GRE |
| --- | ------------------ | - | - | - | - | -- | -- | --- | --- | ---------------- | --- | --- | --- | --- | --- |
| 1   | Kaiserslautern     | 6 | 4 | 2 | 0 | 8  | 0  | +8  | 10  | awans do I rundy |     | —   | 0–0 | 1–0 | 3–0 |
| 2   | Enschede           | 6 | 2 | 3 | 1 | 11 | 7  | +4  | 7   |                  |     | 0–2 | —   | 1–1 | 5–0 |
| 3   | Royal Beerschot AC | 6 | 1 | 4 | 1 | 5  | 5  | 0   | 6   |                  | 0–0 | 2–2 | —   | 1–1 |     |
| 4   | Grenchen           | 6 | 0 | 1 | 5 | 3  | 15 | −12 | 1   |                  | 0–2 | 2–3 | 0–1 | —   |     |

## Grupa A4
| Lp. | Drużyna      | M | Z | R | P | B+ | B- | +/– | Pkt |                  |     | LIE | NAC | YBO | SAA |
| --- | ------------ | - | - | - | - | -- | -- | --- | --- | ---------------- | --- | --- | --- | --- | --- |
| 1   | RSC Liégeois | 6 | 4 | 2 | 0 | 10 | 3  | +7  | 10  | awans do I rundy |     | —   | 0–0 | 3–3 | 3–0 |
| 2   | NAC          | 6 | 3 | 2 | 1 | 17 | 8  | +9  | 8   |                  |     | 0–1 | —   | 6–2 | 3–0 |
| 3   | Young Boys   | 6 | 1 | 2 | 3 | 13 | 21 | −8  | 4   |                  | 0–2 | 3–6 | —   | 3–2 |     |
| 4   | Saarbrücken  | 6 | 0 | 2 | 4 | 6  | 14 | −8  | 2   |                  | 0–1 | 2–2 | 2–2 | —   |     |

## Grupa B1
| Lp. | Drużyna         | M | Z | R | P | B+ | B- | +/– | Pkt |                  |     | LEI | VOJ | TRE | FIR |
| --- | --------------- | - | - | - | - | -- | -- | --- | --- | ---------------- | --- | --- | --- | --- | --- |
| 1   | SC Leipzig      | 6 | 4 | 1 | 1 | 15 | 10 | +5  | 9   | awans do I rundy |     | —   | 4–4 | 3–0 | 4–1 |
| 2   | FK Vojvodina    | 6 | 2 | 2 | 2 | 17 | 15 | +2  | 6   |                  |     | 1–2 | —   | 2–3 | 5–2 |
| 3   | Jednota Trenčín | 6 | 3 | 0 | 3 | 14 | 12 | +2  | 6   |                  | 3–0 | 3–4 | —   | 5–1 |     |
| 4   | First Vienna    | 6 | 1 | 1 | 4 | 8  | 17 | −9  | 3   |                  | 1–2 | 1–1 | 2–0 | —   |     |

## Grupa B2
| Lp. | Drużyna          | M | Z | R | P | B+ | B- | +/– | Pkt |                  |     | EMP | GWA | NOR | RAD |
| --- | ---------------- | - | - | - | - | -- | -- | --- | --- | ---------------- | --- | --- | --- | --- | --- |
| 1   | Empor Rostock    | 6 | 4 | 0 | 2 | 13 | 11 | +2  | 8   | awans do I rundy |     | —   | 5–1 | 2–1 | 3–1 |
| 2   | Gwardia Warszawa | 6 | 3 | 0 | 3 | 14 | 19 | −5  | 6   |                  |     | 4–1 | —   | 1–5 | 4–2 |
| 3   | IFK Norrköping   | 6 | 2 | 1 | 3 | 12 | 10 | +2  | 5   |                  | 1–2 | 1–3 | —   | 2–2 |     |
| 4   | Radnički Nisz    | 6 | 2 | 1 | 3 | 13 | 12 | +1  | 5   |                  | 3–0 | 5–1 | 0–2 | —   |     |

## Grupa B3
| Lp. | Drużyna          | M | Z | R | P | B+ | B- | +/– | Pkt |                  |     | SZO | KOS | VOR | WIE |
| --- | ---------------- | - | - | - | - | -- | -- | --- | --- | ---------------- | --- | --- | --- | --- | --- |
| 1   | Szombierki Bytom | 6 | 4 | 0 | 2 | 13 | 9  | +4  | 8   | awans do I rundy |     | —   | 3–0 | 2–0 | 3–1 |
| 2   | VSS Košice       | 6 | 3 | 2 | 1 | 11 | 8  | +3  | 8   |                  |     | 4–2 | —   | 3–0 | 3–2 |
| 3   | Vorwärts Berlin  | 6 | 2 | 1 | 3 | 5  | 9  | −4  | 5   |                  | 2–0 | 0–0 | —   | 1–3 |     |
| 4   | Wiener SC        | 6 | 1 | 1 | 4 | 10 | 13 | −3  | 3   |                  | 2–3 | 1–1 | 1–2 | —   |     |

## Grupa B4
| Lp. | Drużyna         | M | Z | R | P | B+ | B- | +/– | Pkt |                  |     | KMS | TAT | OOP | SPA |
| --- | --------------- | - | - | - | - | -- | -- | --- | --- | ---------------- | --- | --- | --- | --- | --- |
| 1   | Karl-Marx-Stadt | 6 | 3 | 2 | 1 | 12 | 6  | +6  | 8   | awans do I rundy |     | —   | 0–0 | 0–2 | 6–2 |
| 2   | Tatran Prešov   | 6 | 2 | 3 | 1 | 12 | 8  | +4  | 7   |                  |     | 1–4 | —   | 1–1 | 6–1 |
| 3   | Odra Opole      | 6 | 2 | 2 | 2 | 6  | 6  | 0   | 6   |                  | 1–2 | 0–2 | —   | 1–0 |     |
| 4   | Spartak Pleven  | 6 | 0 | 3 | 3 | 6  | 16 | −10 | 3   |                  | 0–0 | 2–2 | 1–1 | —   |     |

## Grupa C1
| Lp. | Drużyna              | M | Z | R | P | B+ | B- | +/– | Pkt |                  |     | MLÖ | TOU | DIN | GRC |
| --- | -------------------- | - | - | - | - | -- | -- | --- | --- | ---------------- | --- | --- | --- | --- | --- |
| 1   | Malmö FF             | 6 | 4 | 2 | 0 | 18 | 5  | +13 | 10  | awans do I rundy |     | —   | 5–1 | 4–0 | 5–1 |
| 2   | Toulouse             | 6 | 3 | 1 | 2 | 12 | 11 | +1  | 7   |                  |     | 1–1 | —   | 3–1 | 5–0 |
| 3   | Dinamo Zagrzeb       | 6 | 2 | 0 | 4 | 10 | 12 | −2  | 4   |                  | 1–2 | 2–1 | —   | 2–2 |     |
| 4   | Olympiakos/Panionios | 6 | 1 | 1 | 4 | 6  | 18 | −12 | 3   |                  | 1–1 | 2–3 | 2–1 | —   |     |

1. ↑  Olympiakosu po rozrgraniu dwóch meczów wycofał się z turnieju, został zastąpiony przez Panionios 
  - NK Dinamo-Olympiacos 4-0
  - Olympiacos-Toulouse 2-4
  - Panionios-Malmö FF 1-1
  - Panionios-NK Dinamo 2-2
  - Malmö FF-Panionios 5-1
  - Toulouse-Panionios 5-0

Po wycofaniu się Olympiakosu pierwotnie przyznano walkower 3:0 dla Toulouse, ale ostatecznie po dołączeniu Panionios mecz rozegrano 30 września 1964.

## Grupa C2
| Lp. | Drużyna             | M | Z | R | P | B+ | B- | +/– | Pkt |                  |     | SLO | AIK | SAR | ANG |
| --- | ------------------- | - | - | - | - | -- | -- | --- | --- | ---------------- | --- | --- | --- | --- | --- |
| 1   | Slovnaft Bratislava | 6 | 4 | 1 | 1 | 19 | 6  | +13 | 9   | awans do I rundy |     | —   | 7–1 | 1–0 | 4–0 |
| 2   | AIK Fotboll         | 6 | 3 | 0 | 3 | 11 | 15 | −4  | 6   |                  |     | 3–2 | —   | 2–0 | 4–1 |
| 3   | FK Sarajevo         | 6 | 2 | 1 | 3 | 11 | 6  | +5  | 5   |                  | 2–2 | 2–0 | —   | 7–0 |     |
| 4   | Angers              | 6 | 2 | 0 | 4 | 5  | 19 | −14 | 4   |                  | 0–3 | 3–1 | 1–0 | —   |     |

## Grupa C3
| Lp. | Drużyna       | M | Z | R | P | B+ | B- | +/– | Pkt |                  |     | PBT | LEN | S04 | DEG |
| --- | ------------- | - | - | - | - | -- | -- | --- | --- | ---------------- | --- | --- | --- | --- | --- |
| 1   | Polonia Bytom | 6 | 3 | 1 | 2 | 18 | 6  | +12 | 7   | awans do I rundy |     | —   | 4–0 | 6–0 | 6–0 |
| 2   | RC Lens       | 6 | 3 | 1 | 2 | 15 | 9  | +6  | 7   |                  |     | 3–1 | —   | 2–2 | 6–0 |
| 3   | FC Schalke 04 | 6 | 3 | 1 | 2 | 10 | 12 | −2  | 7   |                  | 2–0 | 2–1 | —   | 4–1 |     |
| 4   | Degerfors IF  | 6 | 1 | 1 | 4 | 4  | 20 | −16 | 3   |                  | 1–1 | 0–3 | 2–0 | —   |     |

## I runda
Zgodnie z zasadą UEFA kluby, które brały udział w rozgrywkach UEFA, nie mogły brać udziału w żadnym innym turnieju, który wykraczał poza przerwę letnią. 
Z tego powodu wolny los otrzymały Malmö FF i DWS Amsterdam grające w Pucharze Europy Mistrzów Klubowych (1964/1965).
Pozostałe drużyny wzięły udział w losowaniu, aby dopełnić ósemkę ćwierćfinalistów. Trzy zespoły otrzymały wolny los Polonia Bytom, Hertha Berlin i SC Leipzig.
| Drużyna 1                            | Wynik dwumeczu | Drużyna 2           | Pierwszy mecz | Drugi mecz |
| ------------------------------------ | -------------- | ------------------- | ------------- | ---------- |
| Kaiserslautern                       | 2:4            | Slovnaft Bratislava | 1:1           | 1:3        |
| Empor Rostock                        | 1:2            | Karl-Marx-Stadt     | 0:1           | 1:1        |
| Royal FC Liégeois                    | 1:0            | Szombierki Bytom    | 0:0           | 1:0        |
| wolny los                            |                |                     |               |            |
| Polonia Bytom                        | –              |                     | –             | –          |
| Hertha Berlin                        | –              |                     | –             | –          |
| SC Leipzig                           | –              |                     | –             | –          |
| Malmö FF                             | –              |                     | –             | –          |
| DWS                                  | –              |                     | –             | –          |
| Po lewej gospodarz pierwszego meczu. |                |                     |               |            |

## Ćwierćfinał
Malmö FF zostało wyeliminowane z europejskich pucharów już w rundzie wstępnej i dlatego mogło zagrać w ćwierćfinale. DWS Amsterdam został wykluczony z turnieju, ponieważ awansował do następnej rundy. Wolny los otrzymał Royal FC Liégeois.
| Drużyna 1                            | Wynik dwumeczu | Drużyna 2           | Pierwszy mecz | Drugi mecz |
| ------------------------------------ | -------------- | ------------------- | ------------- | ---------- |
| Hertha Berlin                        | 5:2            | Slovnaft Bratislava | 5:0           | 0:2        |
| SC Leipzig                           | 5:2            | Malmö FF            | 4:1           | 1:1        |
| Karl-Marx-Stadt                      | 3:4            | Polonia Bytom       | 2:0           | 1:4        |
| wolny los                            |                |                     |               |            |
| Royal FC Liégeois                    | –              |                     | –             | –          |
| Po lewej gospodarz pierwszego meczu. |                |                     |               |            |

## Półfinał
| Drużyna 1                            | Wynik dwumeczu | Drużyna 2     | Pierwszy mecz | Drugi mecz |
| ------------------------------------ | -------------- | ------------- | ------------- | ---------- |
| Royal FC Liégeois                    | 2:3            | Polonia Bytom | 1:0           | 1:3        |
| Hertha Berlin                        | 1:8            | SC Leipzig    | 1:4           | 0:4        |
| Po lewej gospodarz pierwszego meczu. |                |               |               |            |

## Finał
| Drużyna 1                            | Wynik dwumeczu | Drużyna 2     | Pierwszy mecz | Drugi mecz |
| ------------------------------------ | -------------- | ------------- | ------------- | ---------- |
| SC Leipzig                           | 4:5            | Polonia Bytom | 3:0           | 1:5        |
| Po lewej gospodarz pierwszego meczu. |                |               |               |            |